# 庫爾沙里夫
庫爾沙里夫(?-1552)，喀山汗國政治家、伊瑪目、古韃靼語詩人。
他參加過一些代表喀山可汗對莫斯科公國保持汗國獨立性的外交使團。
在1552年，他是抵抗莫斯科公國入侵的領導人之一。在入侵開始後，他組織他的學生保護可汗宫殿，他在戰鬥中被殺。
他的詩集在1889年出版。